# العلاقات القطرية الموريشيوسية
العلاقات القطرية الموريشيوسية هي العلاقات الثنائية التي تجمع بين قطر وموريشيوس.

## مقارنة بين البلدين
هذه مقارنة عامة ومرجعية للدولتين:
| وجه المقارنة                                              | قطر           | موريشيوس                 |
| --------------------------------------------------------- | ------------- | ------------------------ |
| المساحة (كم2)                                             | 11.44 ألف     | 2.04 ألف                 |
| عدد السكان (نسمة)                                         | 2.64 مليون    | 1.26 مليون               |
| الكثافة السكانية (ن./كم²)                                 | 230.77        | 617.65                   |
| العاصمة                                                   | الدوحة        | بورت لويس                |
| اللغة الرسمية                                             | اللغة العربية | لغة إنجليزية، لغة فرنسية |
| العملة                                                    | ريال قطري     | روبي موريشي              |
| الناتج المحلي الإجمالي (بليون دولار)                      | 167.61 مليار  | 13.34 مليار              |
| الناتج المحلي الإجمالي (تعادل القوة الشرائية) بليون دولار | 316.40 مليار  | 25.36 مليار              |
| الناتج المحلي الإجمالي الاسمي للفرد دولار أمريكي          | 73.65 ألف     | 9.25 ألف                 |
| الناتج المحلي الإجمالي للفرد دولار أمريكي                 | 141.54 ألف    | 18.59 ألف                |
| مؤشر التنمية البشرية                                      | 0.850         | 0.777                    |
| رمز المكالمات الدولي                                      | +974          | +230                     |
| رمز الإنترنت                                              | .qa           | .mu                      |
| المنطقة الزمنية                                           | ت ع م+03:00   | ت ع م+04:00              |

## منظمات دولية مشتركة
يشترك البلدان في عضوية مجموعة من المنظمات الدولية، منها:
| علم المنظمة | اسم المنظمة                               | تاريخ انضمام قطر | تاريخ انضمام موريشيوس |
| ----------- | ----------------------------------------- | ---------------- | --------------------- |
|             | يونسكو                                    | 27 يناير 1972    | 25 أكتوبر 1968        |
|             | وكالة ضمان الاستثمار متعدد الأطراف        | 22 أكتوبر 1996   | 28 ديسمبر 1990        |
|             | الأمم المتحدة                             | 21 سبتمبر 1971   | 24 أبريل 1968         |
|             | الاتحاد البريدي العالمي                   | ?                | ?                     |
|             | البنك الدولي للإنشاء والتعمير             | 25 سبتمبر 1972   | 23 سبتمبر 1968        |
|             | المنظمة الهيدروغرافية الدولية             | ?                | ?                     |
|             | الاتحاد الدولي للاتصالات                  | 27 مارس 1973     | 30 أغسطس 1969         |
|             | منظمة حظر الأسلحة الكيميائية              | ?                | ?                     |
|             | مؤسسة التمويل الدولية                     | 11 أكتوبر 2008   | 23 سبتمبر 1968        |
|             | المركز الدولي لتسوية المنازعات الاستشارية | 20 يناير 2011    | 2 يوليو 1969          |
|             | منظمة التجارة العالمية                    | ?                | ?                     |
|             | منظمة الشرطة الجنائية الدولية             | ?                | ?                     |

## وصلات خارجية
- موقع وزارة الخارجية القطرية